# Herbert Stanley Morrison
Herbert Stanley Morrison, barone Morrison di Lambeth (Londra, 3 gennaio 1888 – Peckham, 6 marzo 1965), è stato un politico britannico.

## Biografia
Durante la sua infanzia, Morrison fu vittima di un infezione che gli costò la perdita della vista dall'occhio destro. Alla vigilia della seconda guerra mondiale era a capo del London County Council e presidente dei comitati degli Affari Generali e della Difesa Civile.
Fu tra i più intransigenti avversari della politica di Neville Chamberlain e fu un autorevole rappresentante del Partito Laburista; fu tra i promotori della mozione di sfiducia che portò alle dimissioni di Chamberlain l'8 maggio 1940. Nel governo di coalizione di Winston Churchill fu prima ministro degli Approvvigionamenti e dall'ottobre 1940 divenne ministro degli Interni e della Sicurezza Nazionale in sostituzione di sir John Anderson. In queste posizioni Morrison fu il massimo responsabile delle misure prese per la difesa civile durante la guerra. Da lui prese il nome un particolare tipo di rifugio antiaereo e a lui si devono la creazione del National Fire Service e le funzionalità della Home Guard. Decise, inoltre, l'internamento delle persone ritenute pericolose per la sicurezza nazionale.
Nel gennaio 1945 Morrison fu nominato presidente del Comitato elettorale del partito laburista e lanciò la campagna elettorale con lo slogan Let us face the future. Alle elezioni di luglio, alle quali Morrison fu eletto nel collegio di Lewisham East, vi furono la vittoria laburista e la conseguente sconfitta di Churchill e Morrison, nel seguente governo Attle, divenne Lord presidente del Consiglio e Leader della Camera dei Comuni, mantenendo le cariche dal 1945 al 1951.
Dopo la sconfitta laburista alle elezioni del 1951, divenne capo dell'opposizione e vi rimase fino al 1955, quando dovette cedere il ruolo a Hugh Gaitskell. 
Morrison morì nei pressi di Londra il 6 marzo 1965.
Morrison si sposò due volte. Dalla sua prima moglie, ebbe una figlia, Mary, che divenne la madre del politico Peter Mandelson.